# Начало (Воронежская область)
Начало — посёлок в Россошанском районе Воронежской области.
Административный центр Новопостояловского сельского поселения.

## География

### Улицы
| - ул. 1-я - ул. 2-я - ул. 3-я - ул. 4-я - ул. 50 лет Победы - ул. Восток - ул. Восточная - ул. Дружбы - ул. Железнодорожная - ул. Кирова - ул. Космонавтов | - ул. Круговая - ул. Ленинская - ул. Луговая - ул. Мира - ул. Мичурина - ул. Молодежная - ул. Началовская - ул. Новая - ул. Павлова - ул. Первомайская - ул. Пригородная | - ул. Радужная - ул. Рябцева - ул. Садовая - ул. Светлая - ул. Сиреневая - ул. Снежная - ул. Солнечная - ул. Спортивная - ул. Тенистая - ул. Цветочная |

## Население
| 2010 |
| ---- |
| 1832 |

## Инфраструктура
- Поселковый МФЦ на улице Мичурина, 1.